# Wang Chuqin
Wang Chuqin (n. 11 mai 2000, Jilin⁠(d), Republica Populară Chineză) este un jucător de tenis de masă ce a reprezentat Republica Populară Chineză, medaliat olimpic. A participat la o ediție a Jocurilor Olimpice (2024) în care a câștigat două medalii de aur.